# Godfrey Higgins
Godfrey Higgins (né le 30 janvier 1772, décédé le 9 août 1833) est un archéologue britannique, franc-maçon et auteur de nombreux ouvrages à caractère ésotérique.

## Œuvres
- Horae Sabbaticae, 1826.
- The Celtic Druids, Kessinger Publishing, 2010 (1827 et 1829), 500 pages  (ISBN 1161351833 et 978-1-1613-5183-5)
- An Apology for the life and character of the celebrated Prophet of Arabia called Mohamed, or the Illustrious, 1829.
- Anacalypsis; An Attempt to Draw Aside the Veil of the Saitic Isis; or an Inquiry into the Origin of languages, Nations and Religions, A & B Books Publishers, 1992 (1836), 1435 pages  (ISBN 1881316181 et 978-1-8813-1618-3)

## Source
- (en) Cet article est partiellement ou en totalité issu de l’article de Wikipédia en anglais intitulé « Godfrey Higgins » (voir la liste des auteurs).